# Ácidos no vinho

Os ácidos málico e tartárico são os principais ácidos das uvas para vinho.

Os ácidos do vinho são um componente importante tanto na vinificação quanto no produto final do vinho. Eles estão presentes tanto nas uvas quanto no vinho, influenciando diretamente a cor, o equilíbrio e o sabor do vinho, bem como o crescimento e a vitalidade da levedura durante a fermentação e protegendo o vinho das bactérias. A medida da quantidade de acidez no vinho é conhecida como "acidez titulável" ou "acidez total", que se refere ao teste que produz o total de todos os ácidos presentes, enquanto a força da acidez é medida de acordo com o pH, com a maioria dos vinhos tendo um pH entre 2,9 e 3,9. Em geral, quanto menor o pH, maior a acidez do vinho. Não há conexão direta entre acidez total e pH (é possível encontrar vinhos com pH alto para vinho e acidez alta). Na degustação de vinhos, o termo "acidez" se refere aos atributos frescos, azedos e ácidos do vinho, que são avaliados em relação a quão bem a acidez equilibra a doçura e os componentes amargos do vinho, como os taninos. Três ácidos primários são encontrados nas uvas para vinho: ácidos tartárico, málico e cítrico. Durante o processo de vinificação e nos vinhos acabados, os ácidos acético, butírico, lático e succínico podem desempenhar papéis significativos. A maioria dos ácidos envolvidos no vinho são ácidos fixos, com a notável exceção do ácido acético, encontrado principalmente no vinagre, que é volátil e pode contribuir para o defeito do vinho conhecido como acidez volátil. Às vezes, outros ácidos, como os ácidos ascórbico, sórbico e sulfuroso, são usados na vinificação.

## Tartárico

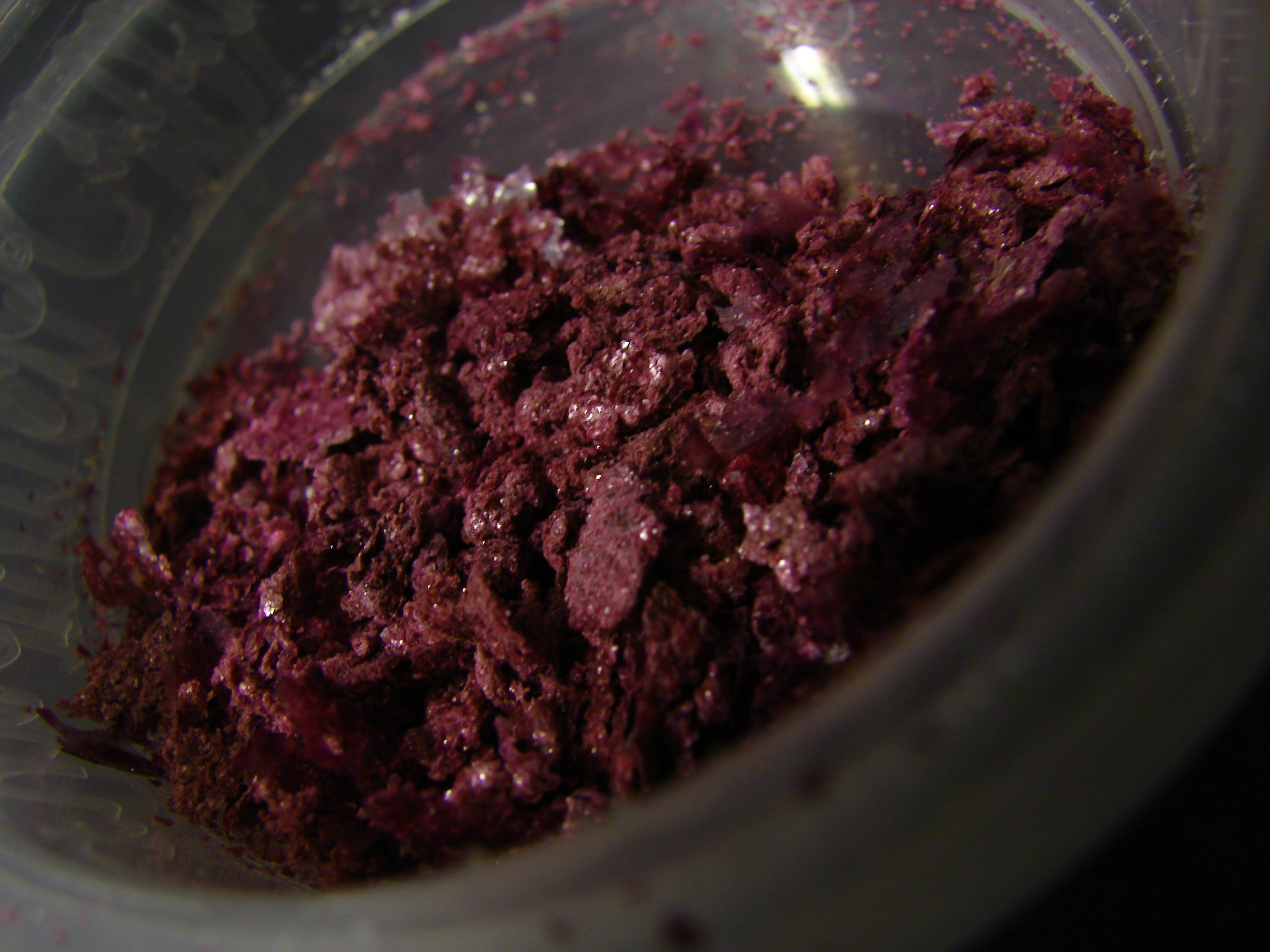
Embora normalmente sejam transparentes, os cristais tartáricos (foto) podem ser tingidos com a cor do vinho no qual foram saturados.

O ácido tartárico é, do ponto de vista da vinificação, o mais importante no vinho devido ao papel proeminente que desempenha na manutenção da estabilidade química do vinho e de sua cor e, finalmente, na influência do sabor do vinho final. Na maioria das plantas, esse ácido orgânico é raro, mas é encontrado em concentrações significativas nas videiras. Juntamente com o ácido málico e, em menor escala, com o ácido cítrico, o tartárico é um dos ácidos fixos encontrados nas uvas para vinho. A concentração varia de acordo com a variedade da uva e o conteúdo do solo do vinhedo. Algumas variedades, como a Palomino, são naturalmente propensas a ter altos níveis de ácidos tartáricos, enquanto a Malbec e a Pinot noir geralmente têm níveis mais baixos. Durante a floração, os altos níveis de ácido tartárico se concentram nas flores da uva e depois nas bagas jovens. À medida que a videira avança no amadurecimento, o ácido tartárico não é metabolizado pela respiração como o ácido málico, de modo que os níveis de ácido tartárico nas videiras permanecem relativamente consistentes durante todo o processo de amadurecimento.
Menos da metade do ácido tartárico encontrado nas uvas é livre, com a maior parte da concentração presente como sal ácido de potássio. Durante a fermentação, esses tartaratos se ligam às borras, aos detritos da polpa e aos taninos e pigmentos precipitados. Embora exista alguma variação entre as variedades de uva e as regiões vinícolas, geralmente cerca de metade dos depósitos é solúvel na mistura alcoólica do vinho. A cristalização desses tartaratos pode ocorrer em momentos imprevisíveis e, em uma garrafa de vinho, pode parecer um vidro quebrado, embora sejam de fato inofensivos. Os vinicultores geralmente submetem o vinho à estabilização a frio, em que ele é exposto a temperaturas abaixo de zero para estimular a cristalização e a precipitação dos tartaratos no vinho, ou à eletrodiálise, que remove os tartaratos por meio de um processo de membrana.

## Málico

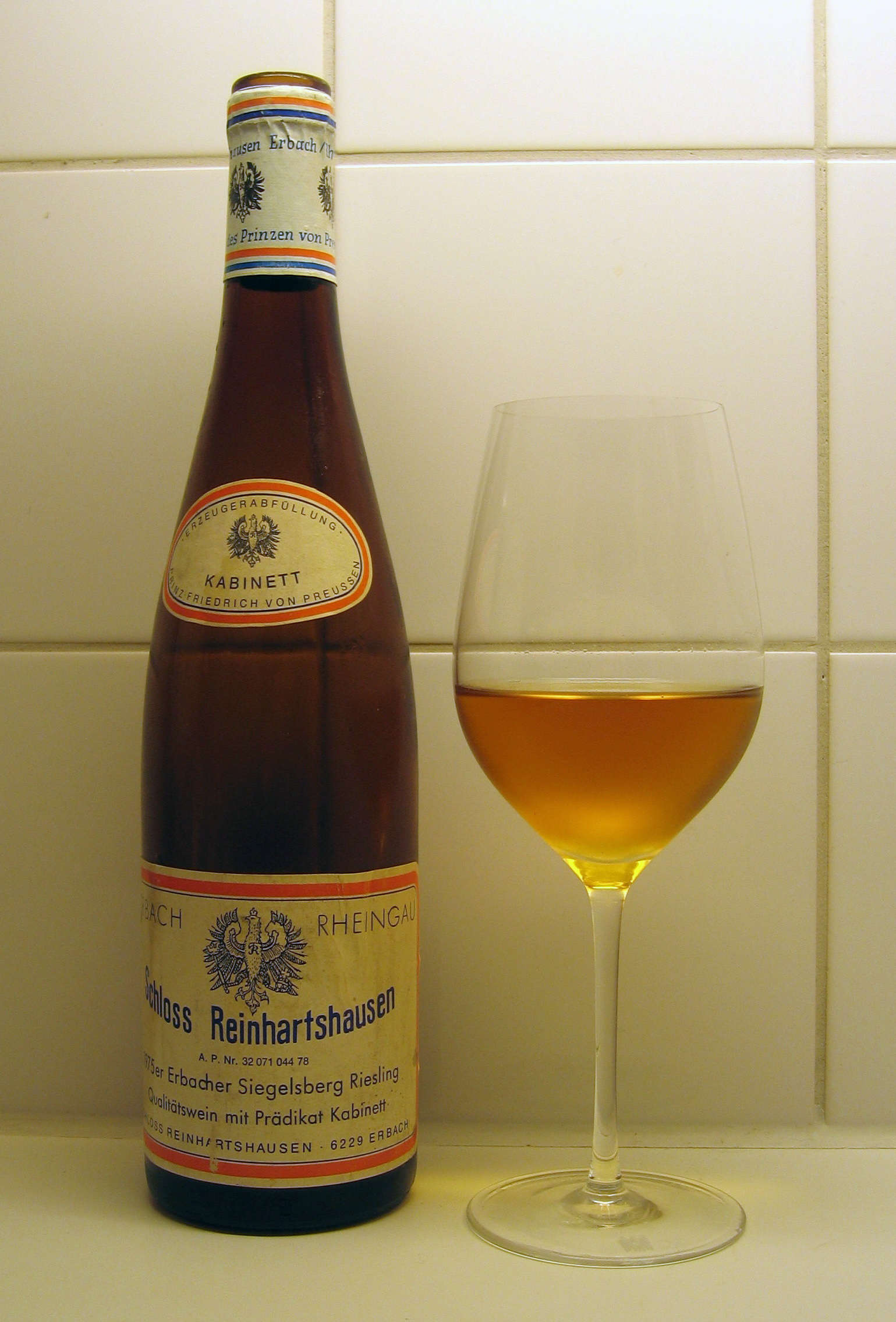
O Riesling de regiões de clima frio, como o Rheingau, na Alemanha, terá mais ácido málico e notas de maçã verde do que os vinhos de regiões mais quentes.

O ácido málico, juntamente com o ácido tartárico, é um dos principais ácidos orgânicos encontrados nas uvas para vinho. Ele é encontrado em quase todas as frutas e bagas, mas é mais frequentemente associado a maçãs não maduras, o sabor que mais facilmente projeta no vinho. Seu nome vem do latim malum, que significa "maçã". Na videira, o ácido málico está envolvido em vários processos que são essenciais para a saúde e a sustentabilidade da videira. Sua estrutura química permite que ele participe de reações enzimáticas que transportam energia por toda a videira. Sua concentração varia de acordo com a variedade da uva, sendo que algumas variedades, como a Barbera, a Carignan e a Sylvaner, são naturalmente propensas a altos níveis. Os níveis de ácido málico nas bagas de uva atingem seu pico pouco antes do veraison, quando podem ser encontrados em concentrações de até 20 g/L. À medida que a videira avança no estágio de amadurecimento, o ácido málico é metabolizado no processo de respiração e, na colheita, sua concentração pode ser tão baixa quanto 1 a 9 g/L. A perda respiratória de ácido málico é mais acentuada em climas mais quentes. Quando todo o ácido málico é usado na uva, ela é considerada "madura demais" ou senescente. Os vinicultores precisam compensar essa perda adicionando ácido estranho na vinícola em um processo conhecido como acidificação.
O ácido málico pode ser reduzido ainda mais durante o processo de vinificação por meio da fermentação malolática ou MLF. Nesse processo, as bactérias convertem o ácido málico, mais forte, em ácido láctico, mais suave; formalmente, o ácido málico é poliprótico (contribui com vários prótons, aqui dois), enquanto o ácido láctico é monoprótico (contribui com um próton) e, portanto, tem apenas metade do efeito sobre a acidez (pH); além disso, a primeira constante de acidez (pKa) do ácido málico (3,4 à temperatura ambiente) é menor do que a constante de acidez (única) do ácido láctico (3,86 à temperatura ambiente), indicando uma acidez mais forte. Assim, após a MLF, o vinho tem um pH mais alto (menos ácido) e uma sensação diferente na boca.
As bactérias por trás desse processo podem ser encontradas naturalmente na vinícola, em tanoarias, que fabricam barris de vinho de carvalho que abrigarão uma população de bactérias, ou podem ser introduzidas pelo vinicultor com uma amostra cultivada. Para alguns vinhos, a conversão de ácido málico em ácido lático pode ser benéfica, especialmente se o vinho tiver níveis excessivos de ácido málico. Em outros vinhos, como o Chenin Blanc e o Riesling, ela produz sabores estranhos no vinho (como o cheiro amanteigado do diacetil) que não seriam atraentes para essa variedade. Em geral, os vinhos tintos são submetidos à MLF com mais frequência do que os brancos, o que significa uma probabilidade maior de encontrar ácido málico nos vinhos brancos (embora exceções notáveis, como o Chardonnay com carvalho, sejam frequentemente submetidos à MLF).

## Lático

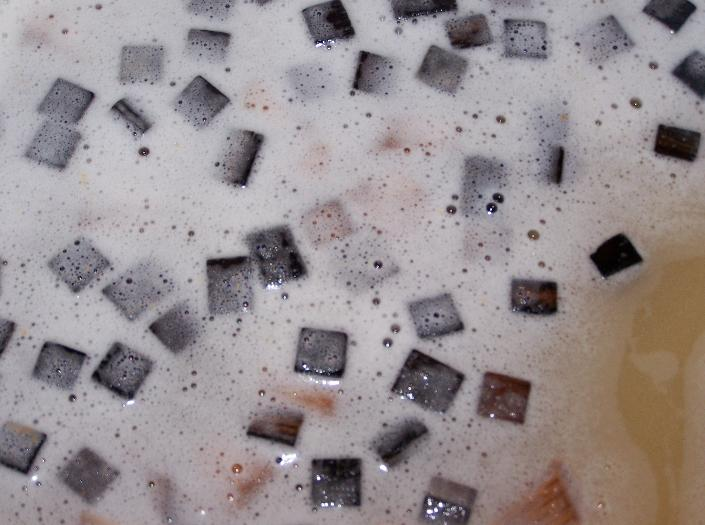
O Chardonnay é frequentemente submetido à fermentação malolática quando está sendo envelhecido, por exemplo, por meio de lascas de carvalho, como na foto. O ácido láctico mais suave e leitoso ajuda a contribuir para uma sensação mais cremosa na boca do vinho.

Um ácido muito mais suave do que o tartárico e o málico, o ácido lático é frequentemente associado a sabores "leitosos" no vinho e é o ácido primário do iogurte e do chucrute. É produzido durante a vinificação por bactérias ácido láticas (LAB), que incluem três gêneros: Oenococcus, Pediococcus e Lactobacillus. Essas bactérias convertem o açúcar e o ácido málico em ácido lático, este último por meio da MLF. Esse processo pode ser benéfico para alguns vinhos, acrescentando complexidade e suavizando a aspereza da acidez málica, mas pode gerar sabores estranhos e turbidez em outros. Algumas cepas de LAB podem produzir aminas biogênicas, como histamina, tiramina e putrescina, que podem ser a causa de dores de cabeça em alguns consumidores de vinho tinto. Os produtores de vinho que desejam controlar ou evitar a MLF podem usar dióxido de enxofre para atordoar as bactérias. Retirar rapidamente o vinho das borras também ajudará a controlar as bactérias, pois as borras são uma fonte de alimento vital para elas. Os vinicultores também devem ter muito cuidado com os barris de vinho e os equipamentos de vinificação aos quais o vinho é exposto, devido à capacidade das bactérias de se incorporarem profundamente às fibras de madeira. Um barril de vinho que tenha completado uma fermentação malolática bem-sucedida quase sempre induzirá a MLF em todos os vinhos armazenados nele a partir de então.

## Cítrico
Embora seja muito comum em frutas cítricas, como a lima, o ácido cítrico é encontrado apenas em quantidades muito pequenas nas uvas para vinho. Ele geralmente tem uma concentração de cerca de 1/20 da do ácido tartárico. O ácido cítrico mais comumente encontrado no vinho são os suplementos de ácido produzidos comercialmente, derivados da fermentação de soluções de sacarose. Esses suplementos de baixo custo podem ser usados pelos vinicultores na acidificação para aumentar a acidez total do vinho. Ele é usado com menos frequência do que o tartárico e o málico devido aos sabores cítricos agressivos que pode acrescentar ao vinho. Quando o ácido cítrico é adicionado, isso sempre é feito após a conclusão da fermentação alcoólica primária, devido à tendência da levedura de converter o ácido cítrico em ácido acético. Na União Europeia, o uso de ácido cítrico para acidificação é proibido, mas o uso limitado de ácido cítrico é permitido para remover o excesso de ferro e cobre do vinho se o ferrocianeto de potássio não estiver disponível.

## Acético
O ácido acético é um ácido orgânico de dois carbonos produzido no vinho durante ou após o período de fermentação. É o mais volátil dos ácidos primários associados ao vinho e é responsável pelo sabor azedo do vinagre. Durante a fermentação, a atividade das células de levedura produz naturalmente uma pequena quantidade de ácido acético. Se o vinho for exposto ao oxigênio, a bactéria Acetobacter converterá o etanol em ácido acético. Esse processo é conhecido como "acetificação" do vinho e é o principal processo por trás da degradação do vinho em vinagre. Uma quantidade excessiva de ácido acético também é considerada um defeito do vinho. A sensibilidade de um degustador ao ácido acético varia, mas a maioria das pessoas consegue detectar quantidades excessivas em torno de 600 mg/L.

## Ascórbico
O ácido ascórbico, também conhecido como vitamina C, é encontrado em uvas jovens para vinho antes do veraison, mas é rapidamente perdido durante o processo de amadurecimento. Na produção de vinho, é usado com dióxido de enxofre como antioxidante, geralmente adicionado durante o processo de engarrafamento de vinhos brancos. Na União Europeia, o uso de ácido ascórbico como aditivo é limitado a 150 mg/L.

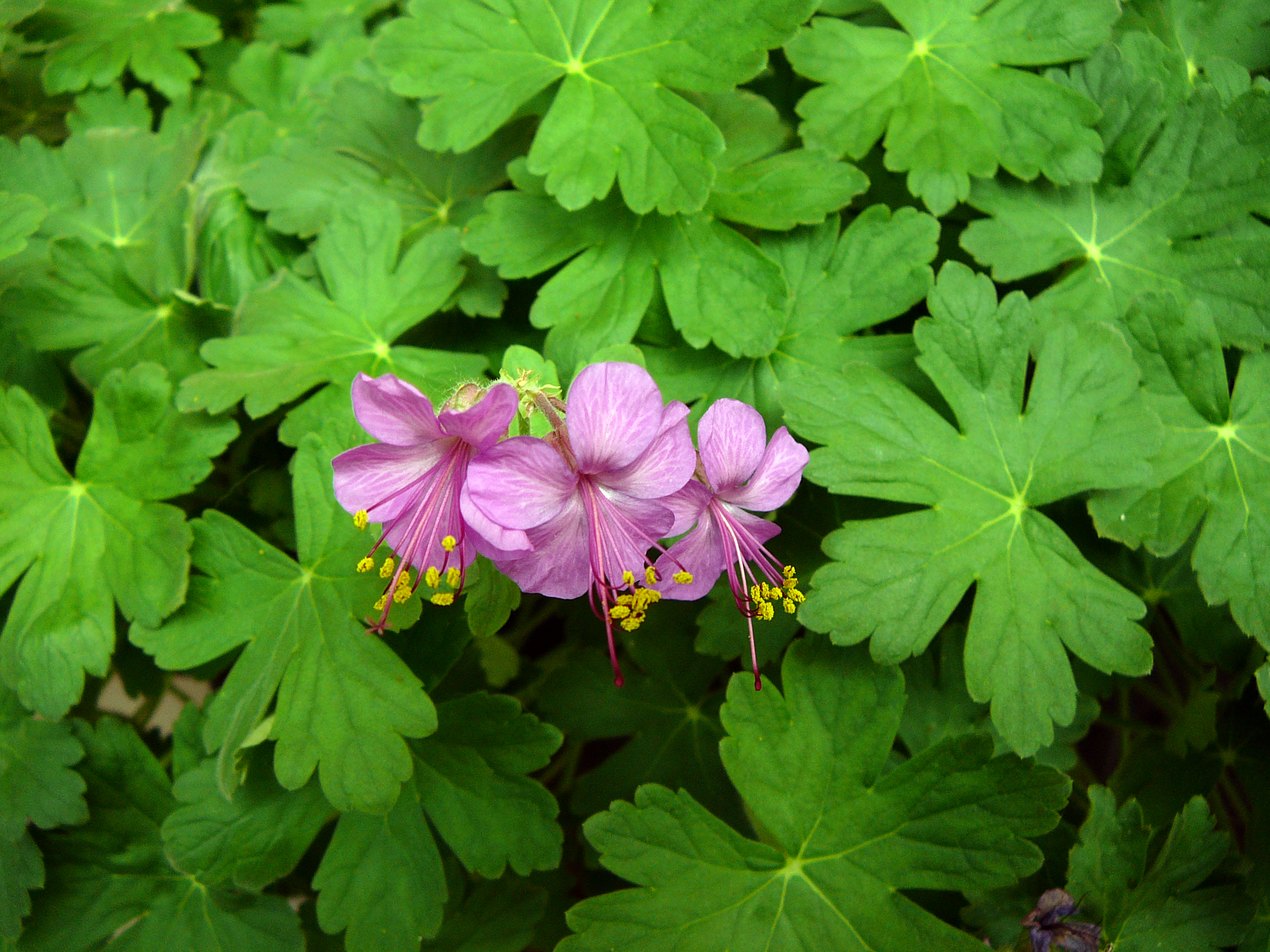
O cheiro de folhas de gerânio Pelargonium esmagadas é um sinal de que um vinho tem um defeito derivado do ácido sórbico.

## Butírico
O ácido butírico é um defeito do vinho induzido por bactérias que pode fazer com que o vinho tenha cheiro de Camembert estragado ou manteiga rançosa.

## Sórbico
O ácido sórbico é um aditivo de vinificação usado com frequência em vinhos doces como conservante contra o crescimento de fungos e bactérias. Ao contrário do dióxido de enxofre, ele não impede o crescimento da bactéria do ácido lático. Na União Europeia, a quantidade de ácido sórbico que pode ser adicionada é limitada – não mais do que 200 mg/L. A maioria dos seres humanos tem um limite de detecção de 135 mg/L, sendo que alguns têm sensibilidade para detectar sua presença a 50 mg/L. O ácido sórbico pode produzir sabores e aromas estranhos que podem ser descritos como "rançosos". Quando as bactérias do ácido láctico metabolizam os sorbatos no vinho, isso cria um defeito no vinho que é mais reconhecível por um aroma de folhas de gerânio Pelargonium esmagadas.

## Succínico
O ácido succínico é mais comumente encontrado no vinho, mas também pode estar presente em quantidades mínimas em uvas maduras. Embora a concentração varie entre as variedades de uva, ele geralmente é encontrado em níveis mais altos nas uvas para vinho tinto. O ácido é criado como um subproduto da metabolização do nitrogênio pelas células de levedura durante a fermentação. A combinação do ácido succínico com uma molécula de etanol criará o éster succinato de etila, que contribui para um leve aroma frutado nos vinhos.

## Efeitos

### Produção

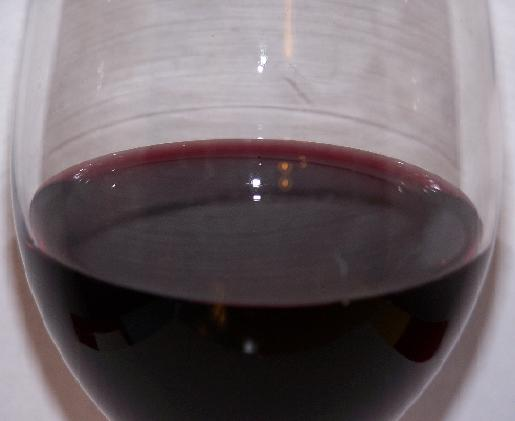
Um vinho com pH alto e baixa acidez, como o Carménère (foto), terá mais notas de cor azulada do que um vinho com alta acidez.

A acidez é mais alta nas uvas para vinho pouco antes do início do veraison, que dá início ao período de amadurecimento do ciclo anual das videiras. À medida que as uvas amadurecem, seus níveis de açúcar aumentam e seus níveis de acidez diminuem. Por meio do processo de respiração, o ácido málico é metabolizado pela videira. As uvas de regiões vinícolas de clima mais frio geralmente têm níveis mais altos de acidez devido ao processo de amadurecimento mais lento. O nível de acidez ainda presente na uva é uma consideração importante para os vinicultores decidirem quando começar a colheita. Para vinhos como o champanhe e outros vinhos espumantes, ter altos níveis de acidez é ainda mais vital para o processo de vinificação, de modo que as uvas geralmente são colhidas pouco maduras e com níveis mais altos de acidez.
No processo de vinificação, os ácidos ajudam a aumentar a eficácia do dióxido de enxofre para proteger os vinhos de deterioração e também podem proteger o vinho de bactérias devido à incapacidade da maioria das bactérias de sobreviver em soluções de pH baixo. Duas exceções notáveis são a Acetobacter e a bactéria do ácido lático. Nos vinhos tintos, a acidez ajuda a preservar e estabilizar a cor do vinho. A ionização das antocianinas é afetada pelo pH, portanto, os vinhos com pH mais baixo (como os vinhos à base de Sangiovese) têm cores mais vermelhas e estáveis. Os vinhos com pH mais alto (como os vinhos à base de Syrah) têm níveis mais altos de pigmentos azuis menos estáveis, eventualmente assumindo uma tonalidade cinza turva. Esses vinhos também podem desenvolver uma coloração marrom. Nos vinhos brancos, o pH mais alto (acidez mais baixa) faz com que os fenólicos do vinho escureçam e, por fim, polimerizem como depósitos marrons.
Às vezes, os produtores de vinho adicionam ácidos ao vinho (acidificação) para torná-lo mais ácido, mais comumente em regiões de clima quente, onde as uvas são colhidas em estágios avançados de maturação com altos níveis de açúcares, mas com níveis muito baixos de ácido. O ácido tartárico é adicionado com mais frequência, mas os produtores de vinho às vezes adicionam ácido cítrico ou málico. Os ácidos podem ser adicionados antes ou depois da fermentação primária. Eles podem ser adicionados durante a mistura ou o envelhecimento, mas o aumento da acidez se tornará mais perceptível para os degustadores de vinho se forem adicionados nesse momento.

### Paladar
A acidez no vinho é um componente importante na qualidade e no sabor do vinho. Ela acrescenta nitidez aos sabores e é detectada mais prontamente por uma sensação de formigamento nas laterais da língua e um gosto residual de dar água na boca. De particular importância é o equilíbrio entre a acidez e a doçura do vinho (o açúcar residual restante) e os componentes mais amargos do vinho (principalmente os taninos, mas também inclui outros fenólicos). Um vinho com excesso de acidez terá um sabor excessivamente azedo e acentuado. Um vinho com pouca acidez terá um sabor flácido e plano, com sabores menos definidos.